# Presiune de impact
În dinamica fluidelor compresibile presiunea de impact (presiunea dinamică) este diferența dintre presiunea totală (cunoscută și sub numele de presiunea de stagnare) și presiunea statică.
Când este introdusă într-un aparat de indicare a vitezei față de aer, presiunea de impact este utilizată pentru a oferi o citire a vitezei calibrate⁠(d) a aerului. Un calculator de bord cu intrări de presiuni dinamice și statice este capabil să furnizeze un număr Mach și, dacă temperatura statică este cunoscută, viteza reală față de aer⁠(d).
Unii autori din domeniul curgerilor compresibile folosesc termenul de „presiune dinamică” sau „presiune dinamică compresibilă” în loc de „presiune de impact”. Însă asta poate fi ambiguu, deoarece definiția uzuală a presiunii dinamice este cea pentru fluide incompresibile, adică expresia {\displaystyle \rho v^{2}/2\,.}

## Curgere izentropică
Într-o curgere izentropică, raportul dintre presiunea totală și presiunea statică este dat de:
{\displaystyle {\frac {p_{t}}{p}}=\left(1+{\frac {\gamma -1}{2}}M^{2}\right)^{\tfrac {\gamma }{\gamma -1}}}
unde:
{\displaystyle p_{t}} este presiunea totală;
{\displaystyle p} este presiunea statică;
{\displaystyle \gamma } este exponentul adiabatic;
{\displaystyle M} este numărul Mach.
Cu {\displaystyle \gamma =1,4} și deoarece {\displaystyle p_{t}=p+p_{ds}} unde {\displaystyle p_{ds}} este presiunea dinamică în regim supersonic,
{\displaystyle p_{ds}=p\left[\left(1+0,2M^{2}\right)^{\tfrac {7}{2}}-1\right]}
Exprimând presiunea dinamică pentru fluide incompresibile sub forma {\displaystyle p_{d}={\tfrac {1}{2}}\gamma pM^{2}} și dezvoltând în serie binomială se obține:
{\displaystyle p_{ds}=p_{d}\left(1+{\frac {M^{2}}{4}}+{\frac {M^{4}}{40}}+{\frac {M^{6}}{1600}}...\right)\;}